# Björn Jotzo

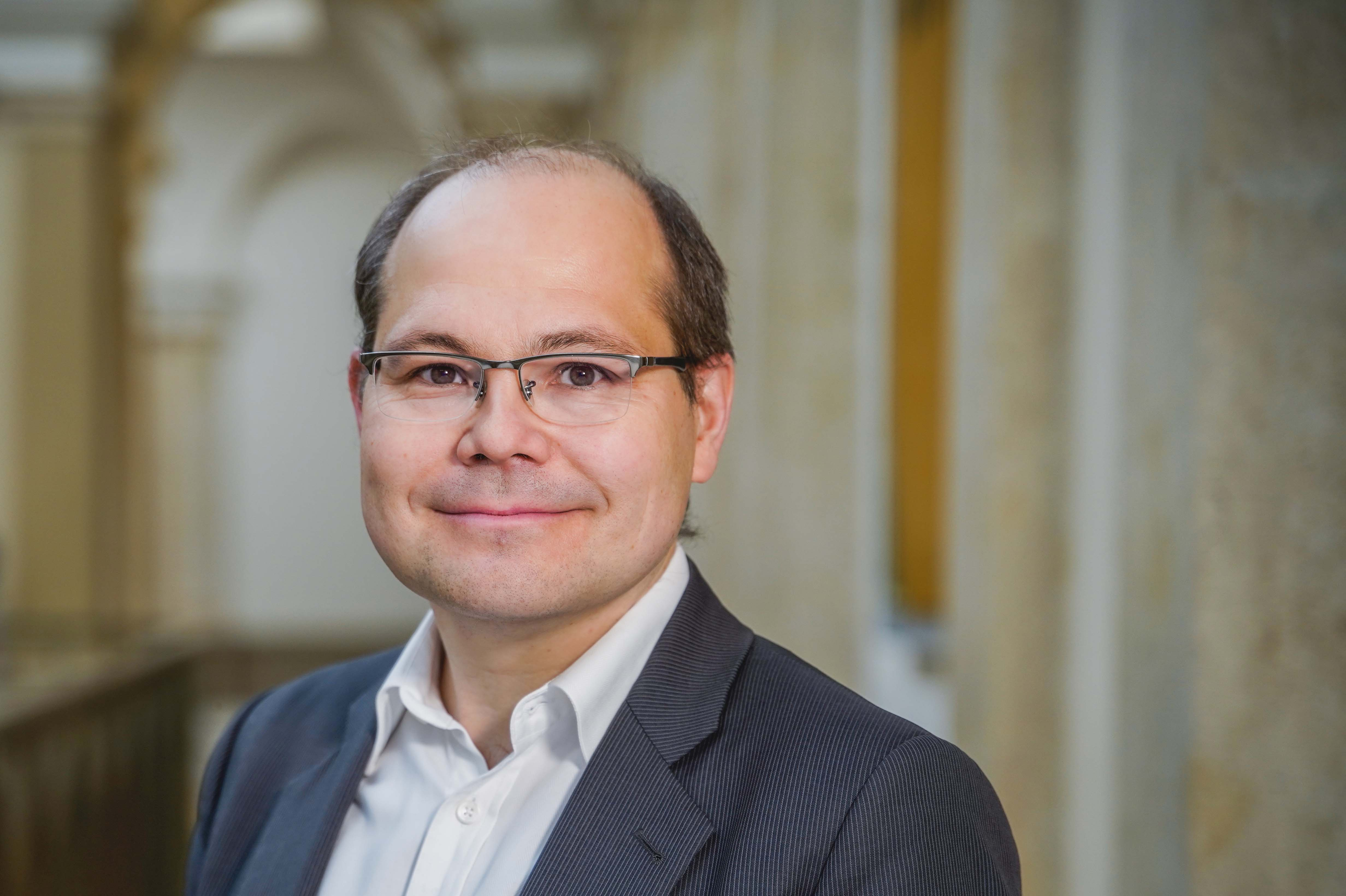
Björn Matthias Jotzo, 2021

Björn Matthias Jotzo (* 12. Januar 1975 in Berlin) ist ein deutscher Politiker (FDP), Rechtsanwalt und Fachanwalt für Miet- und Wohnungseigentumsrecht sowie Fachanwalt für Bau- und Architektenrecht. Er war von 2006 bis 2011 sowie von 2021 bis 2023 Mitglied des  Abgeordnetenhauses von Berlin.

## Leben
Jotzo wuchs in Berlin-Wilmersdorf auf. Nach dem Abitur am Walther-Rathenau-Gymnasium und dem Zivildienst begann er 1995 das Studium der Rechtswissenschaften an der Humboldt-Universität zu Berlin. Seine juristischen Staatsexamina absolvierte er in den Jahren 2000 und 2004 ebenfalls in Berlin. Seitdem ist er dort als selbständiger Rechtsanwalt tätig. Jotzo ist Fachanwalt für Miet- und Wohnungseigentumsrecht sowie Fachanwalt für Bau- und Architektenrecht.
1996 trat Jotzo in die FDP ein. 2001 wurde er in die Bezirksverordnetenversammlung des Bezirks Charlottenburg-Wilmersdorf gewählt, wo er als haushalts- und baupolitischer Sprecher der FDP-Fraktion tätig war.
2006 kandidierte er im Wahlkreis Berlin-Schmargendorf zum Abgeordnetenhaus von Berlin und wurde über die Bezirksliste gewählt. Von 2006 bis 2011 war er im Berliner Abgeordnetenhaus Sprecher der FDP-Fraktion für Inneres und Haushaltspolitik. Er war Mitglied des Hauptausschusses, des Innenausschusses sowie der Unterausschüsse für Datenschutz sowie Produkthaushalt und Personalwirtschaft. Von 2009 bis 2011 war er stellvertretender Vorsitzender der FDP-Fraktion und ab 2010 deren Parlamentarischer Geschäftsführer. Bei den Wahlen zum Abgeordnetenhaus von Berlin 2011 zog die FDP mit 1,8 Prozent nicht wieder ins Abgeordnetenhaus ein, woraufhin er die Geschäfte der Fraktion als Liquidator abwickelte.
Nachdem der FDP bei der Wahl zum Abgeordnetenhaus von Berlin 2016 der Einzug in das Parlament gelungen war, wählte die FDP-Fraktion Jotzo zu ihrem Interimsgeschäftsführer.
2021 kandidierte er bei der Wahl zum Abgeordnetenhaus von Berlin 2021 und zog über die Bezirksliste Charlottenburg-Wilmersdorf in das Abgeordnetenhaus ein, wo ihn die Fraktion erneut zum Parlamentarischen Geschäftsführer wählte. 2022 bis 2023 war er Sprecher der Fraktion der FDP für Inneres, Sicherheit und Ordnung sowie für Stadtentwicklung und Mieten. Er war Mitglied der Ausschüsse für Inneres, Sicherheit und Ordnung sowie Stadtentwicklung, Bauen und Wohnen. Er war als aktivster Abgeordnete auf Twitter im Untersuchungszeitraum Winter 2022/23 allein für 13,5 % aller Tweets aus dem Abgeordnetenhaus verantwortlich.
Nach dem Scheitern der FDP an der Fünfprozenthürde bei der Wiederholungswahl zum 19. Abgeordnetenhaus im Februar 2023 schied er am 16. März 2023 erneut aus dem Parlament aus.